# Каспијска фока
Каспијска фока (Pusa caspica) је један од најмањих чланова породице безухих фока и јединствена је по томе што живи само у Каспијском мору. Могу се наћи дуж обала, као и на многим каменитим острвима и леденим сантама које пливају у језеру. Током зиме, и у хладнијим периодима пролећа и јесени, ови морски сисари насељавају северне пределе Каспијског мора. Са топљењем леда у топлијој сезони, могу се наћи на ушћу Волге и Урала, као и у јужном делу Каспијског језера где се може наћи хладнија вода због веће дубине.
Докази указују да је еволуирала од арктичких прстенастих фока које су тошле са севера почетком Квартара и остале изоловане у континенталном Каспијском језеру када се континентална ледена плоча отопила.

## Опис
Одрасли су дужине око 126–129 цм. Мужјаци су дужи од женки у раној доби, али женке расту брже све док не досегну десет година. Мужјаци могу постепено расти све док не досегну старост од око 30 или 40 година.  Одрасли теже око 86 кг; мужјаци су углавном већи и гломазнији.
Структура лубање каспијске фоке сугерише да је блиско сродна са бајкалском фоком. Поред тога, морфолошке структуре обе врсте сугеришу да су пореклом од прстенастих фока које су мигрирале из већих водених површина пре око два милиона година. 
Каспијске фоке су плитки рониоци, при чему дубина роњења обично досеже 50 м и траје око минуту, мада су забележени дубљи и дужи зарони, при чему је најмање један појединац виђен на дубинама већим од 165 м. Друштвене су, проводе већину свог времена у великим колонијама.
Каспијске фоке могу се наћи не само дуж обале, већ и на многим каменитим острвима и пловећим сантама леда којих има у Каспијском језеру. Како се лед топи у топлијој сезони, оне се могу наћи на ушћима река Волге и Урала, као и на јужним ширинама Каспијског језера где се због веће дубине могу наћи хладније воде.
Током зиме и хладнијих делова пролећа и јесени ови морски сисари насељавају север Каспијског језера. У првим данима априла почиње пролећна миграција зрелих женки туљана и њихових младунаца ка јужном делу Каспијског мора; за време ове миграције гладни туљани једу рибу у мрежама. Одрасли мужјаци остају дуже у северном Каспијском мору и чекају да се заврши лињање. Лети туљани налазе празна места у западном дијелу Апсхерона, како би се одморили. У источном делу је најпосећеније место било Огурчинско острво, али до 2001. године на Огурчинском је забележено мање од 10 младунаца, од којих су неке убили локални становници.

## Исхрана
Каспијски туљани су првенствено рибоједи. Једу разноврсну храну у зависности од сезоне и расположивости. Типична прехрана за каспијске туљане које се налазе у северном Каспијском мору састоји се од ракова и различитих врста риба, као што су Clupeonella engrauliformis, C. grimmi, C. delicate caspia, Gobiidae, Rutilus rutilus caspicus, Atherina mochon pontica, и Lucioperca lucioperca. Одрасли каспијског туљана поједу око 2–3 кг рибе дневно и готово читаву тону рибе годишње.
У јесен и зиму каспијски туљани лове углавном шкарпинке, главоче и ракове док настањују плитке воде у северном делу мора. Током лета, у јужном делу Каспијског мора једу харинге, бодорке, шаране, слеђевке и белу рибу. Кад каспијски туљани живе у естуарима, једу велике количине слатководних врста, нарочито смуђа. Остали плен укључује шкампе, ракове и силверсиде.
Будући да су један од главних предатора у екосистему, каспијски туљани у својим телима акумулирају опасне хемикалије, попут тешких метала, органохлорних једињења и радионуклида. 

## Понашање
Каспијски туљани су плитки рониоци, обично роне до дубине од 50 м, у трајању од око једног минута, иако су научници забележили да каспијски туљани роне дубље и дужи временски период. Након тражења хране под водом, одмарају се на површини воде.
У лето и зими, током сезоне парења, каспијски туљани имају тенденцију да живе у великим групама. Остали део године, ове фоке су самотне. Током лета, међутим, праве агресивне њушке или користе махање перајима како би отерале друге фоке. Мало се још зна о њиховом понашању.

## Размножавање
Мушки и женски каспијски туљани су моногамни. У време парења туљана најчешће нема борбе за партнера. Касно у јесен каспијски туљани путују ка северном делу Каспијског мора где је вода плитка и смрзнута да би се женке породиле у осамљеним пределима на леденим плочама после периода трудноће од 11 месеци. Нормално, стопа трудноће је 40 до 70%, али је тренутно на најнижем нивоу од 30%. Крајем јануара до почетка фебруара, женке туљана рађају по једно младунче. Слично другим прстенастим туљанима, ови младунци се рађају са белим крзном и теже око 5 кг. Њихово бело крзно се лиња у приближно три недеље до месец дана. Мужјаци постају сексуално зрели након шест до седам година, док женке сексуално сазревају након пет до седам година. Младунци у потпуности одрасту тек 8 до 10 година након што се роде. Парење почиње неколико недеља након рођења прошлогодишњег младунчета, од краја фебруара до средине марта. Парење се обично догоди након престанка дојења новорођенчета, али може почети док штене још сиса. Каспијски туљани мигрирају натраг у јужни део Каспијског мора након сезоне парења и лињања крајем априла, јер север почиње да се загрева са сталним топљењем леда. Јужни регион Каспијског мора има дубоке, хладније воде у којима туљани проводе летње месеце.

## Претње
Познато је да морски орлови лове ове туљане, што резултира великом смртношћу за младунце. Људи их такође лове због исхране и трговине. Од 2006. године, комерцијалне руте ледоломаца пролазе кроз подручја са високим концентрацијама каспијских фока, што може допринети губитку станишта.
У тронедељном периоду у фебруару 1978. године, вукови су били одговорни за смрт бројних туљана у близини Астрахана. Процењује се да је око 17 до 40% туљана  у том подручју убијено, али није поједено.
За претње повезане са миграцијом, густо накупљање туљана у заливу Кендерли забележено је хеликоптерима  ЦИСС у новембру 2009. и 2010. године, али целовитост станишта фока у заливу Кендерли тренутно угрожава непосредни развој обалног летовалишта великог обима. Овај развој летовалишта може бити озбиљна сметња за туљане. Локалне власти су обавештене о потреби очувања станишта туљана у заливу, али још увек није јасно који су кораци планирани да се то постигне. Према овој студији, Коса Кендерли игра важну улогу за сезонску миграцију каспијских туљана и препоручује се да постане заштићено подручје.
Због повећане индустријске производње у том подручју, загађење је утицало на опстанак каспијског туљана. Од 1998. до 2000. године, концентрација цинка и гвожђа драматично је порасла у ткиву мртвих, оболелих туљана. Ово сугерише да су ови елементи узрочници који угрожавају имуни систем каспијског туљана. 
Пре једног века, њихова популација процењено је на 1,5 милиона туљана; у 2005. години остало је 104.000 са сталним падом од 3–4% годишње.

### Вирус псеће грознице
Забележено је неколико недавних случајева смрти великог броја каспијских туљана због псећег морбила вируса (Canine morbillivirus) у 1997., 2000. и 2001. години. У априлу 2000. године, прво је пријављено масовно умирање каспијских фока близу ушћа реке Урал у Казахстану. Проширило се јужно до региона Мангистау, а до краја маја је више од 10.000 фока умрло дуж обале Казахстана. Високе стопе смртности такође су забележене у мају и јуну на Апсхеронском полуострву у Азербејџану и на Туркменистанској обали.
Клинички знакови заражених фока укључују слабост мишића, грчеве мишића, очну и носну секрецију и кијање. Аутопсије изведене у јуну 2000. године на осам азербејџанских фока откриле су микроскопске лезије (оштећења), укључујући бронхоинтерстицијску пнеумонију, енцефалитис, панкреатитис и мањак лимфоцита у лимфоидним ткивима. Сличне лезије откривене су и на четири фоке из Казахстана. Morbillivirus антиген је такође откривен у више ткива, укључујући плућа, лимфне чворове, слезину, мозак, гуштерачу, јетру и епително ткиво репродуктивног, мокраћног и гастроинтестиналног тракта. Такве лезије ткива су карактеристичне за инфекцију  вирусом Морбила код копнених и водених сисара.
Ткива из 12 лешева пронађених у Казахстану, Азербејџану и Туркменистану испитивана су на нуклеинску киселину морбили вируса. Секвенце прегледа показале су да је главни узрочник смрти псећи вирус морбила, који је део рода Морбиливирус. Секвенце су такође доказале да су фоке из широко одвојених региона Каспијског мора заражене истим вирусом. Овим налазом успостављене су просторне и временске везе између смрти фока у овим регионима. Секвенце су такође биле идентичне онима које су пронађене у можданом ткиву фоке која је умрла 1997. године и није имала лезије морбиливируса. Ово сугерише постојаност вируса псеће грознице у популацији каспијских фока у периоду од неколико година или понављано преливање из истог земаљског резервоара.
Друга студија из 2000. године која је користила 18 лешева каспијског туљана открила је неколико истодобних бактеријских инфекција које су могле допринети обољењу обољелих туљана. Ту се убрајају Bordetella bronchiseptica, Streptococcus phocae, Salmonella dublin, и S. choleraesuis. Corynebacterium caspium, нова бактерија, идентификована је у једном од туљана, а poxvirus, Atopobacter phocae,  и организми слични Eimeria и Sarcocystis и једна врста Halarachne први пут су идентификоване у каспијским туљанима. Студија такође тврди да би „необично блага“ зима која је претходила одумирању 2000. могла допринети њеном узроку „повећаним притиском ваздуха у околини и убрзаним нестанком леденог покривача на узгајалиштима у северном Каспијском мору.“